# Gula huset, Skärholmen

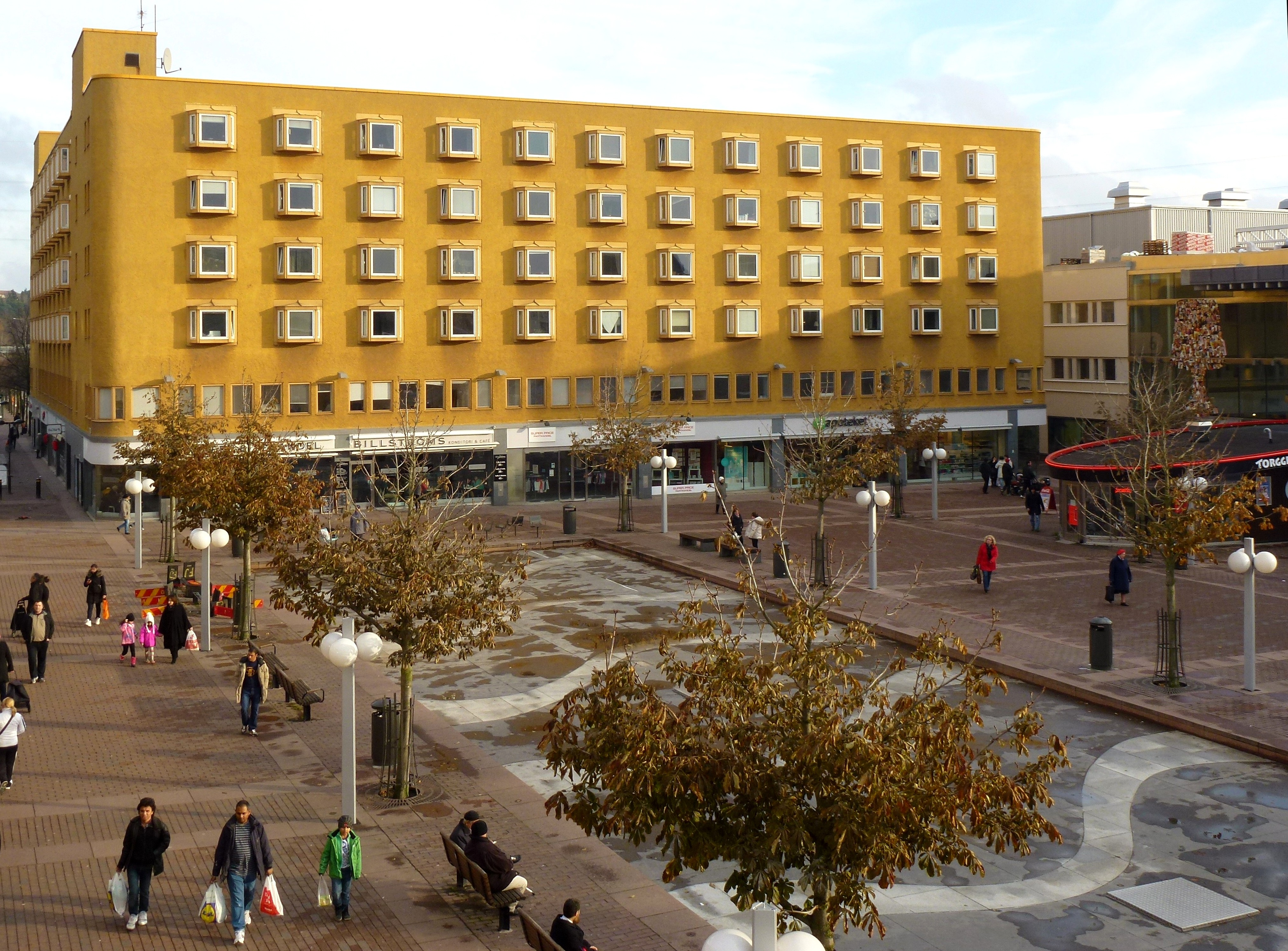
Gula huset, från Skärholmstorget, 2012.

Gula huset kallas ett bostads- och affärshus i Skärholmen Centrum i Skärholmen i sydvästra Stockholm. Huset uppfördes 1973 till 1975 av Svenska Bostäder i kvarteret Måsholmen efter ritningar av arkitekt Hans Borgström.
Byggnaden upptar hela kvarteret mellan Skärholmstorget och bussterminalen. Huset är uppfört i fem våningar och har en kvadratisk innergård och loftgångar med röda fronter. I bottenvåningen finns butiker, på våning 1 kontor och högre upp 124 smålägenheter om 1-2 rum och kök, även specialanpassade lägenheter för rörelsehindrade anordnades.
Ursprunglig byggherre var Svenska bostäder som gav arkitekt Hans Borgström i uppdrag att rita byggnaden. Han hade tidigare ritat Domusvaruhuset i centrumanläggningen. Borgström gav huset ett karakteristiskt utseende med runda hörn och utskjutande, burspråksliknade fönster. Fasaderna är grovputsade och avfärgade i varmgul kulör.
Vid försäljningen av centrumanläggningen år 2008 följde Gula huset med och ny ägare blev Boultbee, som i sin tur sålde huset två år senare till “Skhlm Fastigheter AB”. Åren 2011 till 2012 renoverades Gula huset för 40 miljoner kronor.

## Bilder

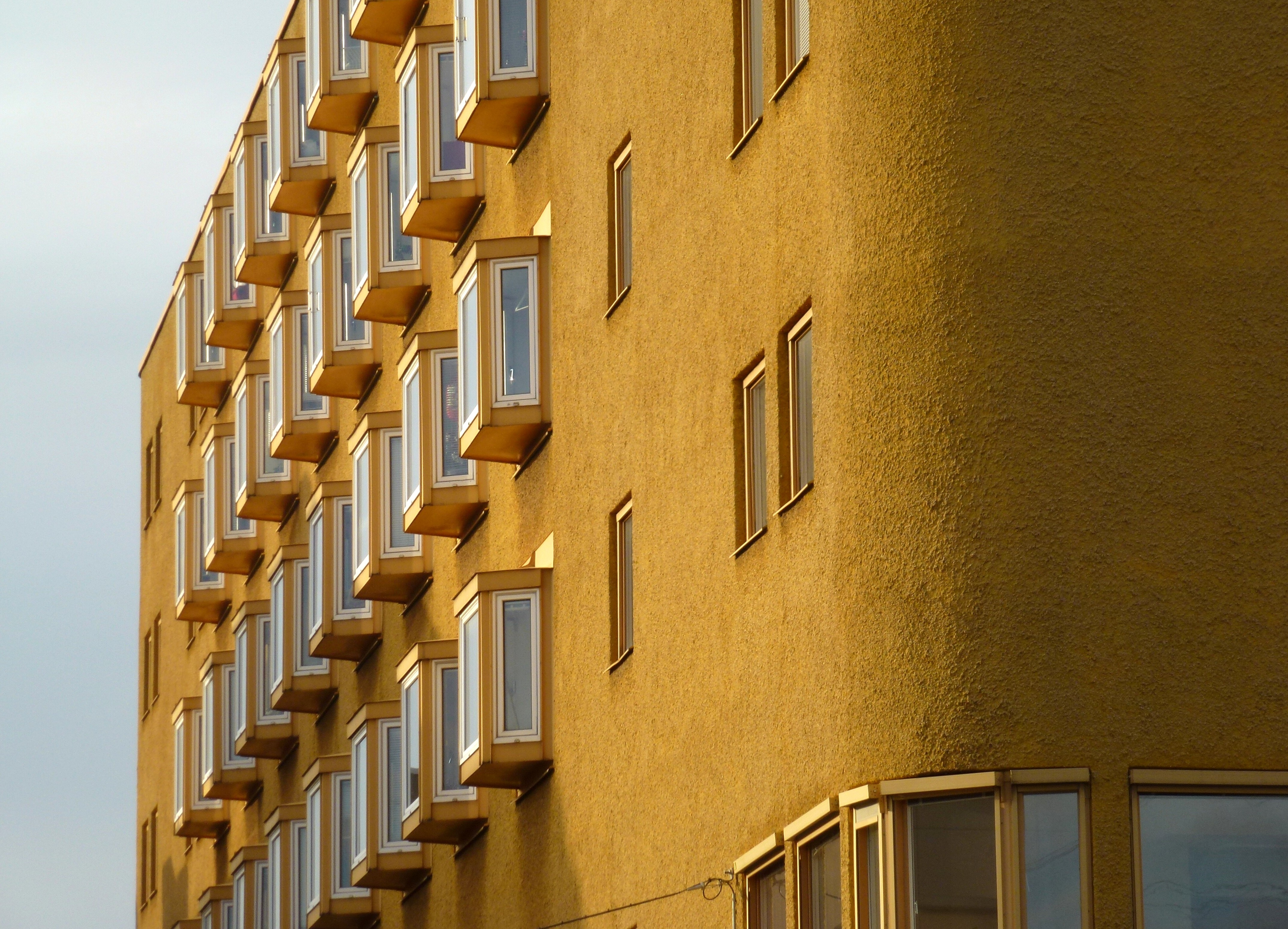
Fasaddetalj
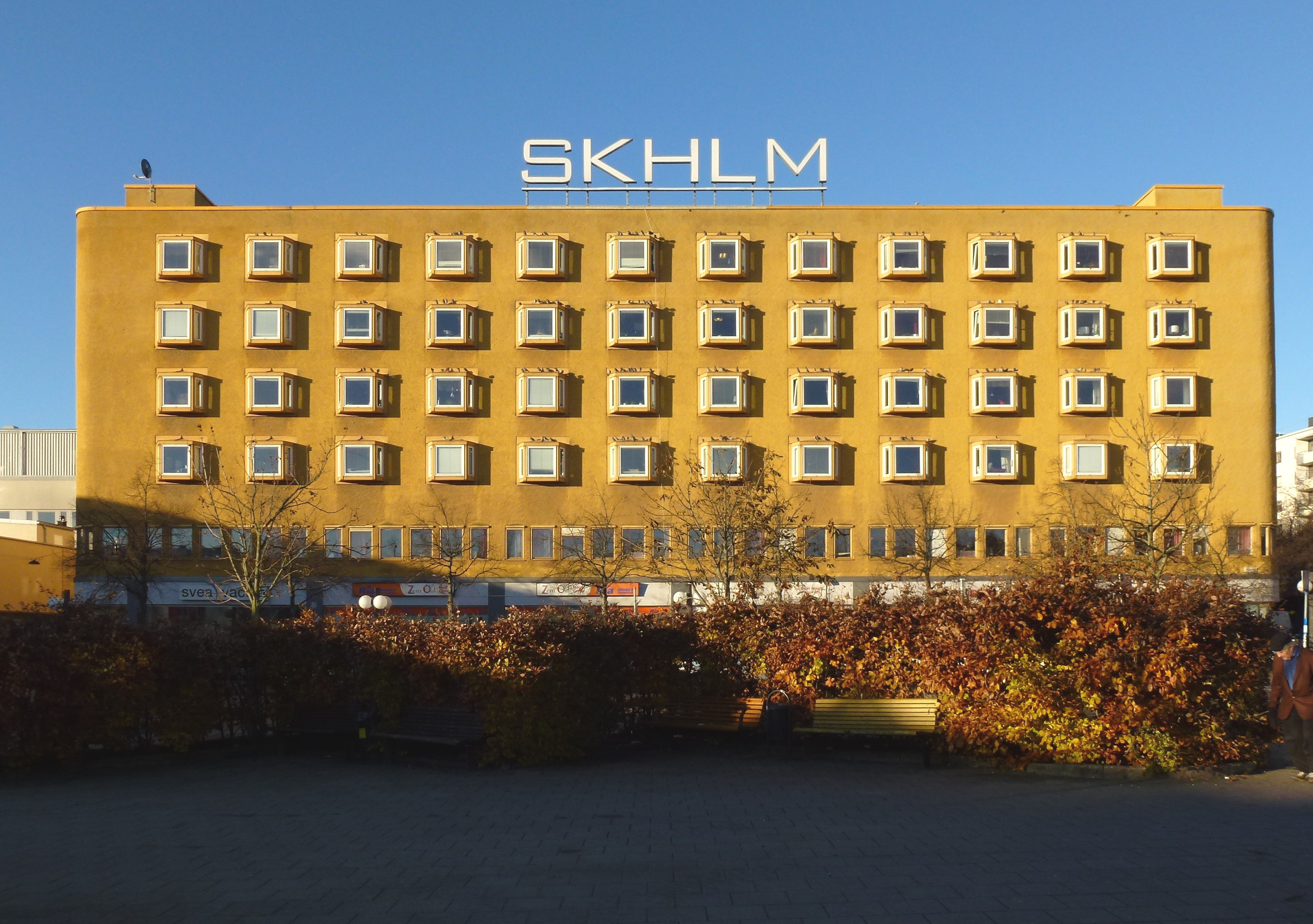
Fasad mot ost och bussterminalen
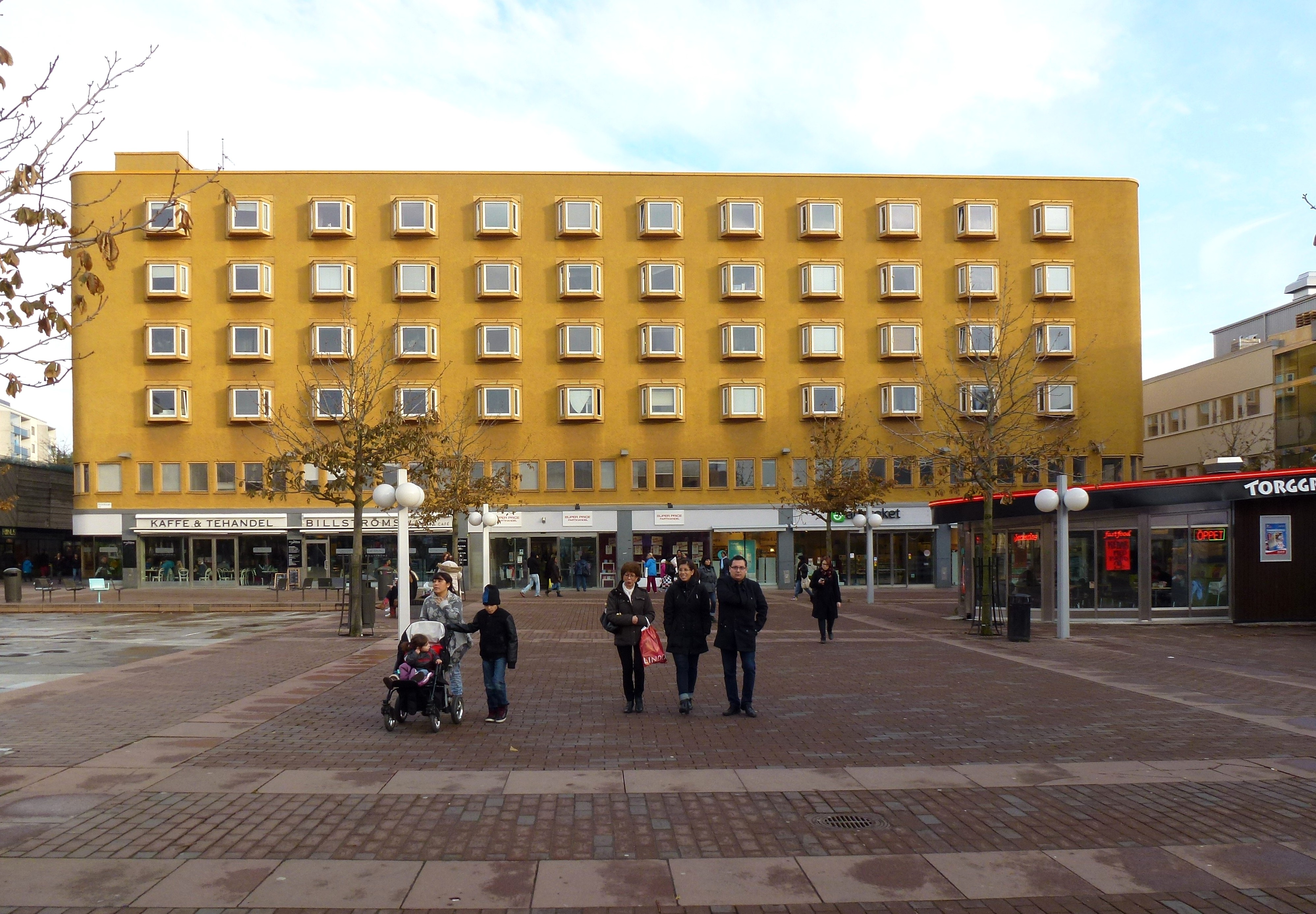
Fasad mot väst och Skärholmstorget
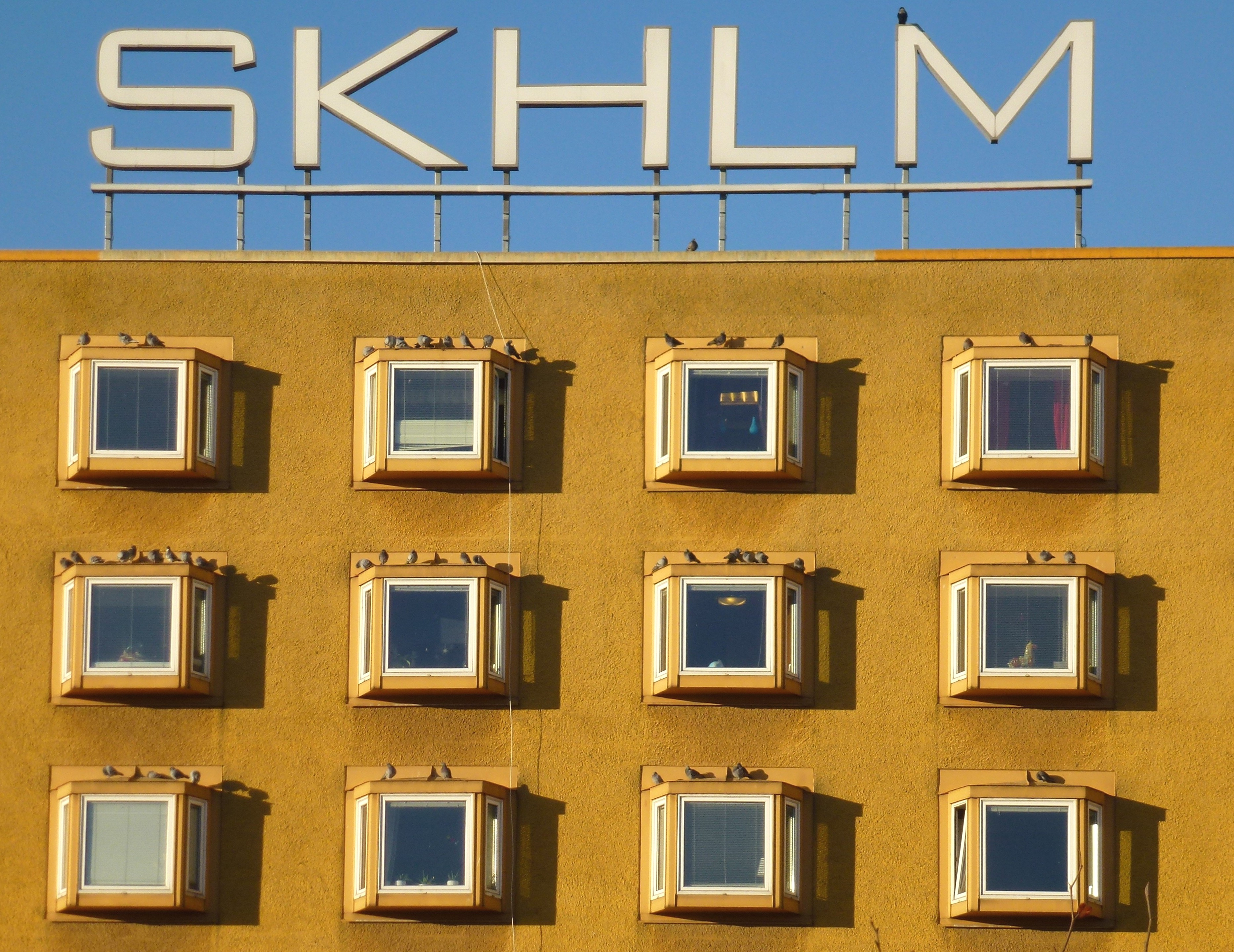
Fasaddetalj